# Sofular, Gölcük
Sofular là một xã thuộc huyện Gölcük, tỉnh Kocaeli, Thổ Nhĩ Kỳ. Dân số thời điểm năm 2010 là 114 người.